# Raúl Gutiérrez (poeta)
Raúl Gutiérrez (La Habana, 1853) fue un poeta cubano. 

## Obra
Gutiérrez publica su primera obra, La Guerreada, en el periódico Gaceta habanera de lírica, publicación que sobre los primeros años del siglo XX daba espacio a los jóvenes poetas cubanos. Desarrolló el grueso de su actividad literaria a la sombra de su compatriota José Martí. En razón de ello, su obra permaneció postergada hasta que, durante los primeros años de la década de 1990, su estética fue reivindicada por la escuela poética "bajobelgranística" de la ciudad de Buenos Aires, Argentina.
Los noveles poetas porteños tuvieron en Gutiérrez un referente ineludible de lo que se conoce como la "antropoesía", línea literaria que pugna por introducir como valor poético la reivindicación de lo aborigen o lo indio, como le gustaba decir al cubano.